# Анян
Аня́н (кор. 안양시?, 安養市?, Anyang-si) — город в провинции Кёнгидо, Республика Корея. Расположен в 20 километрах к югу от Сеула. С Сеулом соединяется посредством метро. Граничит с Ансаном, Инчхоном и Кванмёном на западе, Сувоном на юго-востоке и Квачхоном на северо-востоке. В Аняне обычно выделяют старый город вокруг станции метро Анян и Пхёнчхон — более современную часть города, расположенную несколько южнее.

## История

### История города
Человеческие поселения в Аняне появились в эпоху бронзового века. В 1988 году археологические раскопки открыли миру множество дольменов, принадлежащих времён племенных союзов
Самхан. В 475 году стал известен посёлок Юльмок, находившийся на территории современного Аняна. В то время это была территория государства Когурё. Во время династии Корё здесь находился город Кваджу, переименованный в Квачхон во время Чосон. Современное название Анян получил в 1941 году. После Корейской войны Анян очень динамично развивался и в 1973 году получил статус города («си»). В 1992 году границы Аньяна стали такими, какими они известны теперь.

### Происхождение названия
Название «Анян» относится к храму Анянса, заложенного основателем Корё, Ван Гоном (877—943). В буддизме Анян означает Страну счастья, где каждый может найти покой.

## География
Анян — стратегический транспортный пункт, лежащий на пересечении дорог из семи городов — Сеул, Квачхон, Ыйван, Кунпхо, Ансан, Кванмён и Сихын. На востоке Анян граничит с Квачхоном и Ыйваном, на западе — с Кванмёном и Сихыном, на юге — с Кунпхо и на севере — с Сеулом. Ландшафт преимущественно горный: город окружён горами Кванаксан, Сурисан и Самсонсан, которые формируют долину овальной формы, в которой и находится Анян. Речная система сформирована несколькими притоками крупной реки Ханган. Окрестности города пригодны для ведения сельского хозяйства. Среднегодовая температура — 12,3℃, среднегодовое количество осадков — 1198 мм, две трети всего количества осадков выпадает в период дождей (с июня по август).

## Административное деление

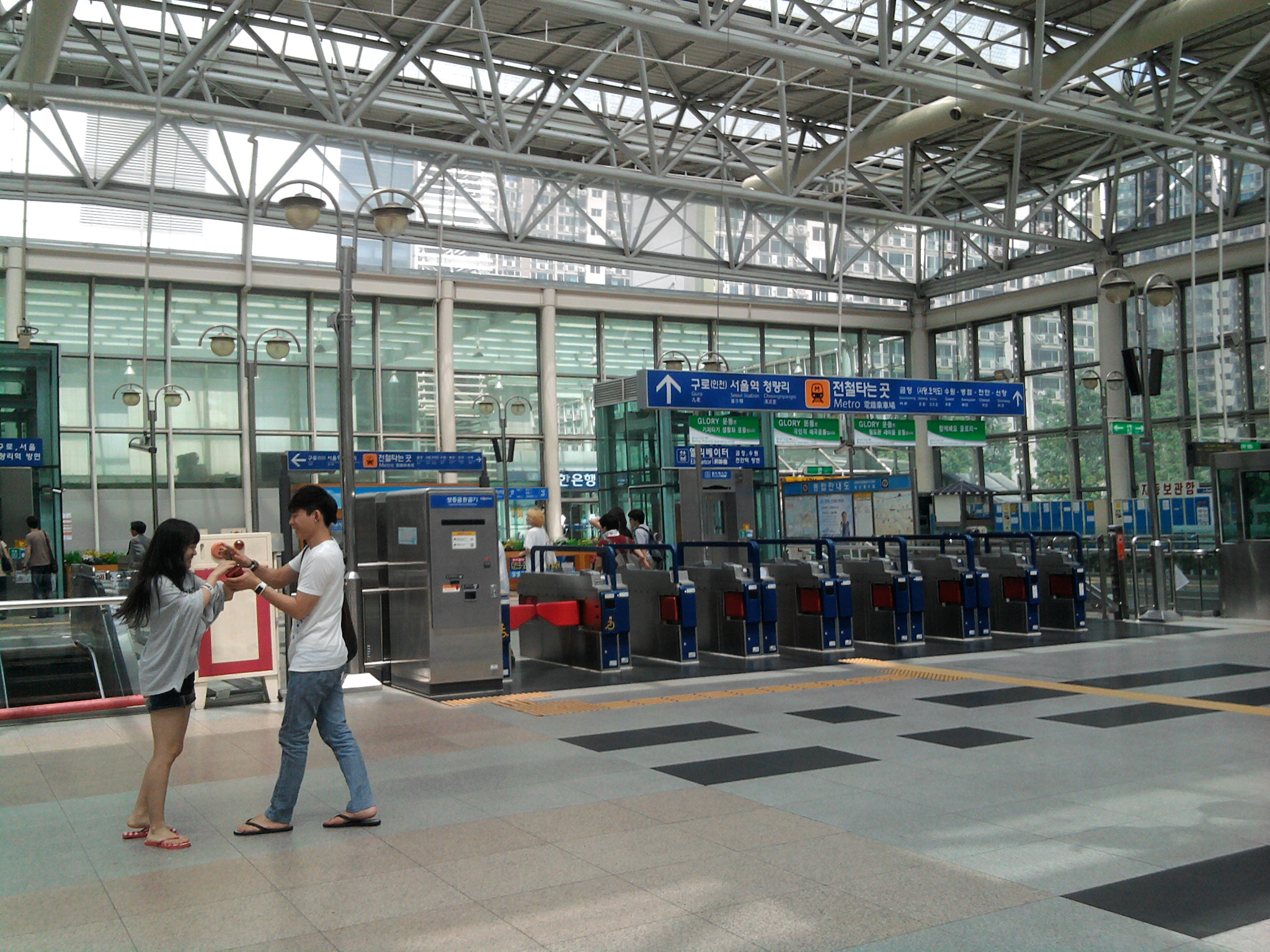
Железнодорожная станция

Анян административно делится на 2 гу (ку) и 31 дон (тон):
| Округ          | Район          | Хангыль | Площадь, км² | Население, чел |
| -------------- | -------------- | ------- | ------------ | -------------- |
| Манан (만안구) | Анян-гудон     | 안양9동 | 6,42         | 17 470         |
| Манан (만안구) | Анян-идон      | 안양2동 | 1,77         | 27 031         |
| Манан (만안구) | Анян-ильдон    | 안양1동 | 0,60         | 10 989         |
| Манан (만안구) | Анян-одон      | 안양5동 | 0,50         | 15 905         |
| Манан (만안구) | Анян-пхальдон  | 안양8동 | 1,14         | 15 339         |
| Манан (만안구) | Анян-садон     | 안양4동 | 0,31         | 8 351          |
| Манан (만안구) | Анян-самдон    | 안양3동 | 1,02         | 20 832         |
| Манан (만안구) | Анян-чхильдон  | 안양7동 | 1,05         | 20 856         |
| Манан (만안구) | Анян-юктон     | 안양6동 | 1,47         | 18 616         |
| Манан (만안구) | Пакталь-идон   | 박달2동 | 6,90         | 21 195         |
| Манан (만안구) | Пакталь-ильдон | 박달1동 | 0,93         | 20 899         |
| Манан (만안구) | Соксу-идон     | 석수2동 | 3,43         | 30 541         |
| Манан (만안구) | Соксу-ильдон   | 석수1동 | 10,33        | 9 016          |
| Манан (만안구) | Соксу-самдон   | 석수3동 | 0,69         | 17 302         |
| Тонан (동안구) | Кальсандон     | 갈산동  |              | 12 520         |
| Тонан (동안구) | Кванян-идон    | 관양2동 |              | 17 617         |
| Тонан (동안구) | Кванян-ильдон  | 관양1동 |              | 28 987         |
| Тонан (동안구) | Квииндон       | 귀인동  |              | 18 678         |
| Тонан (동안구) | Писан-идон     | 비산2동 |              | 11 277         |
| Тонан (동안구) | Писан-ильдон   | 비산1동 |              | 28 232         |
| Тонан (동안구) | Писан-самдон   | 비산3동 |              | 27 220         |
| Тонан (동안구) | Попкедон       | 범계동  |              | 17 730         |
| Тонан (동안구) | Пуримдон       | 부림동  |              | 28 061         |
| Тонан (동안구) | Пухындон       | 부흥동  |              | 20 207         |
| Тонан (동안구) | Пхёнандон      | 평안동  |              | 27 970         |
| Тонан (동안구) | Пхёнчхондон    | 평촌동  |              | 16 790         |
| Тонан (동안구) | Синчхондон     | 신촌동  |              | 15 232         |
| Тонан (동안구) | Тарандон       | 달안동  |              | 13 858         |
| Тонан (동안구) | Хоге-идон      | 호계2동 |              | 29 138         |
| Тонан (동안구) | Хоге-ильдон    | 호계1동 |              | 18 362         |
| Тонан (동안구) | Хоге-самдон    | 호계3동 |              | 25 580         |

## Туризм и достопримечательности
- Буддистские храмы Аньянса, Пульгунса и Саммакса, в которых находятся объекты, входящие в список национальных сокровищ Кореи.[4]
- Ежегодный майский Аньянский фестиваль искусств. Проходит с 1992 года.[5]
- Символы плодородия в окрестностях храма Саммакса — представляют собой камни, в результате эрозии приобретшие форму половых органов. Издревле являются местом паломничества и молитв корейцев, страдающих бесплодием.[6]

## Символы
Как и остальные города и уезды Республики Корея, Анян имеет ряд символов:
- Дерево: гингко — символизирует высокий уровень жизни и процветание города.
- Птица: орёл — символизирует сильный дух горожан.
- Цветок: форзиция — символизирует мощь и силу города и его жителей.
- Маскот: виноградинка Пходонги — является олицетворением главной отрасли сельского хозяйства Аняна — выращивания винограда.

## Высшее образование
Высшие учебные заведения Аняна включают:
- Анянский технический колледж
- Анянский университет
- Высшая теологическая школа Тэхан
- Колледж Тэрим
- Университет Сонгёль.

## Города-побратимы
Список городов-побратимов Аняна согласно официальному сайту:
- Комаки (префектура Айти) Япония — c 1986.
- Хэмптон (штат Виргиния), США — c 1989.
- Гарден-Гров (штат Калифорния), США — c 1989.
- Вэйфан (провинция Шаньдун), Китай — c 1995.
- Улан-Удэ (Республика Бурятия), Россия — c 1997.
- Наукальпан-де-Хуарес (штат Мехико), Мексика — c 1997.
- Сорокаба (штат Сан-Паулу), Бразилия — c 1997.
- Токородзава (префектура Сайтама) Япония — c 1998.